# Жилицкий, Пётр Натанович
Пётр Ната́нович Жили́цкий (1920—1970) — украинский советский архитектор, работавший в Украинской ССР. Заслуженный архитектор УССР (1970). Лауреат Государственной премии УССР имени Т. Г. Шевченко (1971 — посмертно).

## Биография
Пётр Натанович родился 9 июня 1920 года в Киеве.
В 1950 году окончил Киевский инженерно-строительный институт. После окончания учёбы по проектам архитектора были реализованы здания в разных городах Украины. В частности в Донецке (1954—1955), в пгт. Новоэкономическом (1956—1957), в Кривом Роге (1956) и Киеве. За проект здания Национального дворца искусств «Украина» в Киеве построенном в 1970 году в соавторстве с И. Г. Вайнером и Е. А. Маринченко он получил Государственную премию Украинской ССР им Т. Г. Шевченко за 1971 год (посмертно).
Умер 30 апреля 1970 года, похоронен на Берковецком кладбище. Oн погиб в автокатострофе возле Умани 30 апреля 1970 г., а 22 апреля было открытие Дворца искусств «Украина».

## Избранные проекты
- Административное здание в Донецке (1954—1955);
- Дворец культуры в пгт. Новоэкономическом (1956—1957);
- Жилой дом завода «Криворожсталь» в Кривом Роге (1956);
- Здание «Госстроя» в Киеве (1965);
- Национальный дворец искусств «Украина» в Киеве (1970).